# Нама (народ)

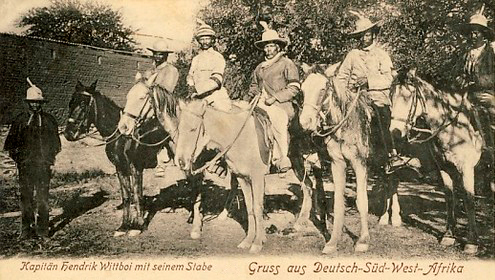
Нама - лідер Хендрік Вітбoой (у центрі) і його товариші

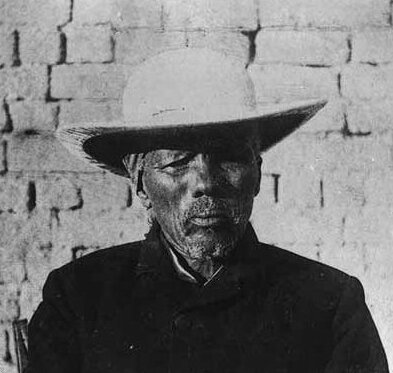
Вождь народу нама Хендрік Вітбоой

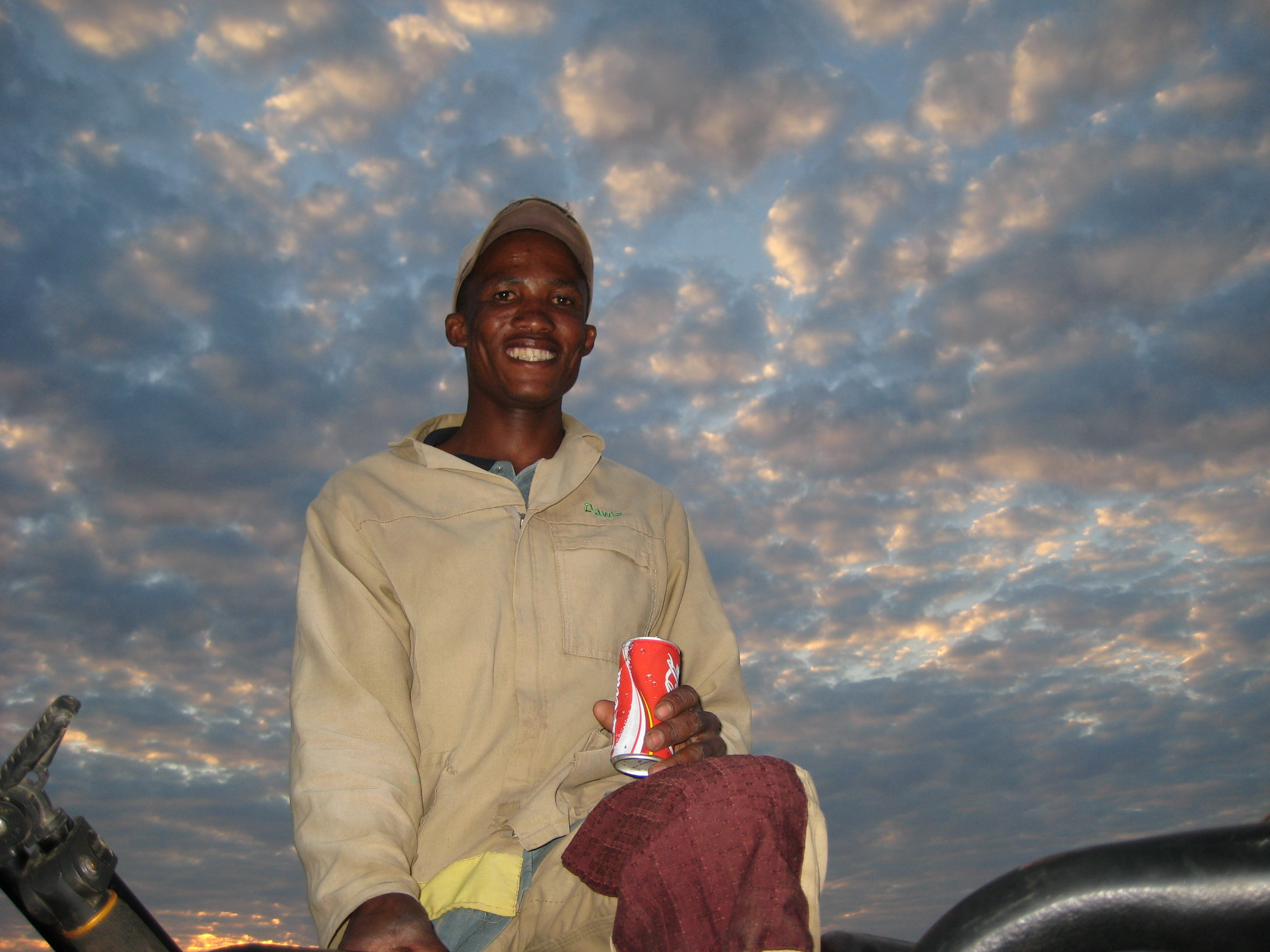
Молодий чоловік нама, Намібія

Нама (нама Namagua, афр. Namaquai) - етнічна група, яка проживає у південній та північній частині Намібії, на території Північної Капської провінції в Південно-Африканській Республіці і Ботсвані. Загальна чисельність - 324 000.
Говорять мовою нама, родинній мовам готтентотів, що належить до койсанських мов. У Намібії мова нама вважається другою національною. Належать до капоїдної раси

## Історія
Нама етнічно споріднені бушменам і в цілому койсанським народам, які є корінними жителями Південної Африки. За новітньою теорії більшості вчених койсанські народи є найдавнішими представниками людства.
До середини XV століття племена нама, також як і гереро і готтентоти були відкинуті на західну частину Африки бантумовними племенами.
На початку XX століття сильно постраждали від Німецької колоніальної адміністрації (див. Геноцид племен гереро і нама), втративши приблизно третину свого населення.
На захист гнобленого колоністами народу вийшов вождь нама і національний герой Намібії Хендрік Вітбоой, однак у нерівному бою нама програли і піддалися геноциду (який був визнаний Німеччиною в 2004 році).
Сьогодні нама компактно проживають в північній і південній частині Намібії, на півночі ПАР, і нечисленними групами в Ботсвані.
Займаються землеробством і розведенням худоби.